# آرسنال-دلان ۱۰
آرسنال-دلان ۱۰ (به انگلیسی: Arsenal-Delanne_10) یک هواگرد ملخ‌پیشین تک‌موتوره از نوع هواپیمای جنگنده ساخت شرکت Arsenal de l'Aéronautique است. هواگرد آرسنال-دلان ۱۰ نخستین پروازش را در ۱۹۴۱ میلادی انجام داد. این هواگرد در سال ۱۹۴۰–۴۱ میلادی رسماً معرفی گردید. در مجموع، تعداد ۱ فروند از این هواگرد ساخته شده‌است.
طراح این هواگرد، Maurice Delanne بود.